# Beilicat de Hamit-oğlu
El beilicat de Hamit-oğlu o Hamid-Oghlu (també anomenat Hamitoğulları) va ser un dels beilicats d'Anatòlia entre 1300 i 1391 i tenia per capital la ciutat de Eğirdir, a l'actual Turquia. El beilicat va ser fundat per Feleküddin Dündar Bey, el pare del qual fou İlyas, fill de Hamit, qui havia estat un dels comandants de les fronteres del Soldanat de Rum. El germà de Feleküddin Dündar Bey, Yunus Bey, fundà posteriorment el Beilicat de Teke-oğlu, centrat entre Antalya i Korkuteli.

## Història
Fou fundat a començament del segle xiv (vers 1301) per Ilyas fill del cap turcman Hamit. Va estendre ràpidament el seu poder per la regió dels llacs de Psídia i la plana de Pamfília, dominant les rutes de la zona.
A la mort d'Ilyas en data desconeguda, però probablement vers el 1320, els seus dominis es van repartir entre els seus dos fills: Yunus que va rebre Pamfília amb capital a Antalya (vers 1321-1324) i va fundar el beilicat de Teke-oghlu; i Falak al-Din Dündar que va rebre Psídia amb capital a Egridir, que va continuar el beilicat de Hamit-oghlu.
Falak al-Din va morir el 1324 a mans del governador il-kànida d'Anatòlia Demirtash. El seu fill Hizir (Khidr) governava el 1325; el 1328 apareix al poder el seu germà Ishaq mentre el seu germà Mehmet governava a Göl Hisar (almenys des del 1333 quan ho testimonia Ibn Battuta). Ishaq va morir en data desconeguda, però anterior al 1344 i el seu germà el va succeir a Egridir. A Mehmet el va succeir en data desconeguda el seu fill Mustafà que va morir abans del 1358 quan ja apareix al poder el seu fill Ilyas. Un príncep de la nissaga apareix com a comandant de Suhud prop d'Afyon Karahisar el 1368.
Ilyas va morir vers el 1375 data en què apareix ja al poder el seu fill Huseyin que fou deposat pels otomans que el 1391 van conquerir el territori. Va deixar un fill, Mustafà, que no va recuperar mai el tron.